# Publow
Publow est une paroisse civile et un village du Somerset, en Angleterre.